# Operclipygus simplistrius
Operclipygus simplistrius  (лат.) — вид мирмекофильных жуков-карапузиков из семейства Histeridae (Histerinae, Exosternini). Южная Америка: Бразилия. Длина 2,43 мм, ширина 1,53 мм. Цвет красновато-коричневый. Тело овальное с параллельными боками. Мандибулы с крупным базальным зубцом. Вид был впервые описан в 2013 году энтомологами Майклом Катерино (Michael S. Caterino) и Алексеем Тищечкиным (Santa Barbara Museum of Natural History, Санта-Барбара, США).